# Homohelea
Homohelea is een geslacht van stekende muggen uit de familie van de knutten (Ceratopogonidae).

## Soorten
- H. iberica Delecolle, Blasco-Zumeta & Rieb, 1997